# Kerk van Brøns
De Kerk van Brøns (Deens: Brøns Kirke) is een luthers kerkgebouw in de Deense plaats Brøns, op circa 15 km ten zuiden van Ribe, en behoort tot de grootste romaanse dorpskerken van het land.

## Bouw

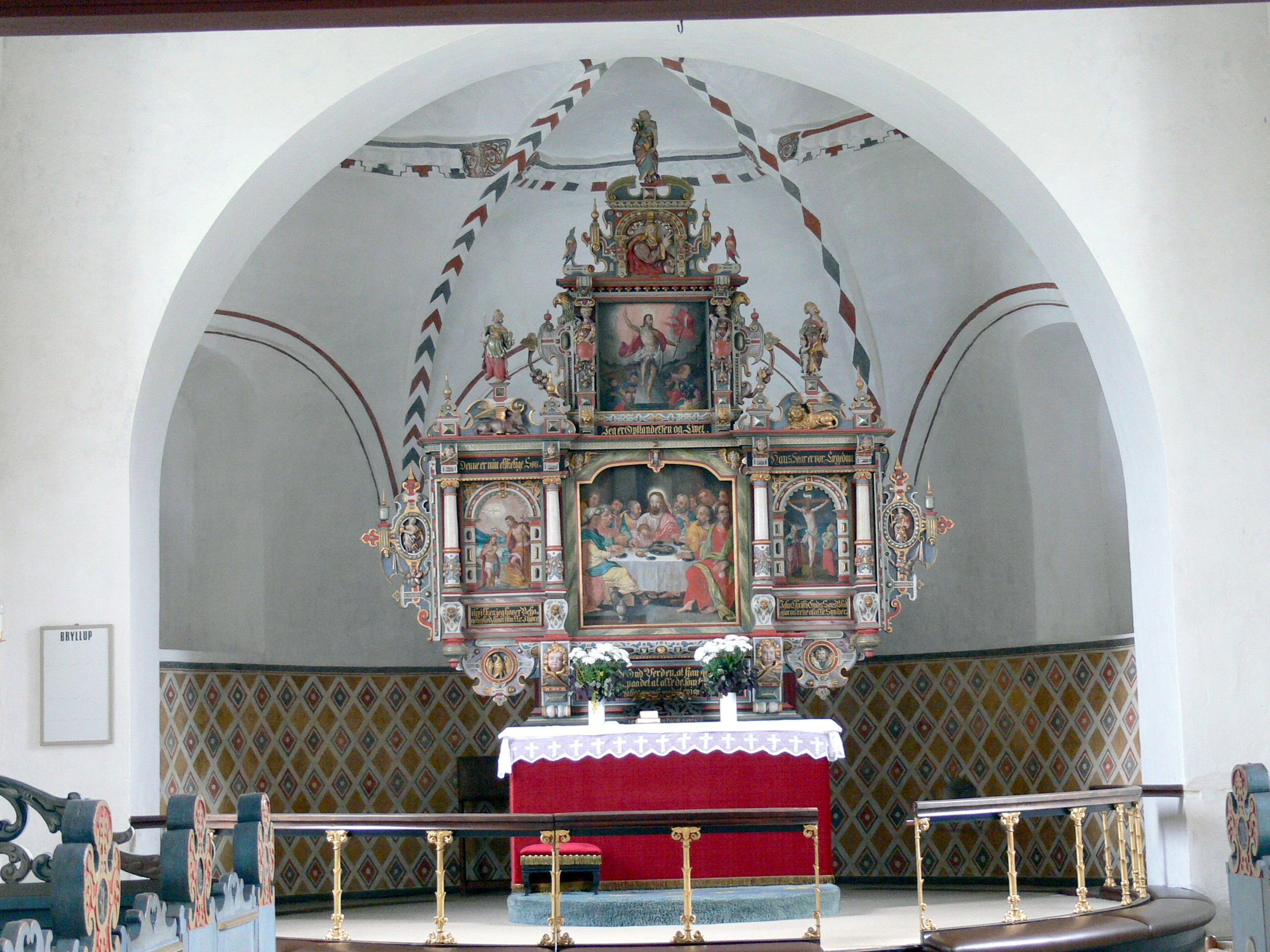
Altaar

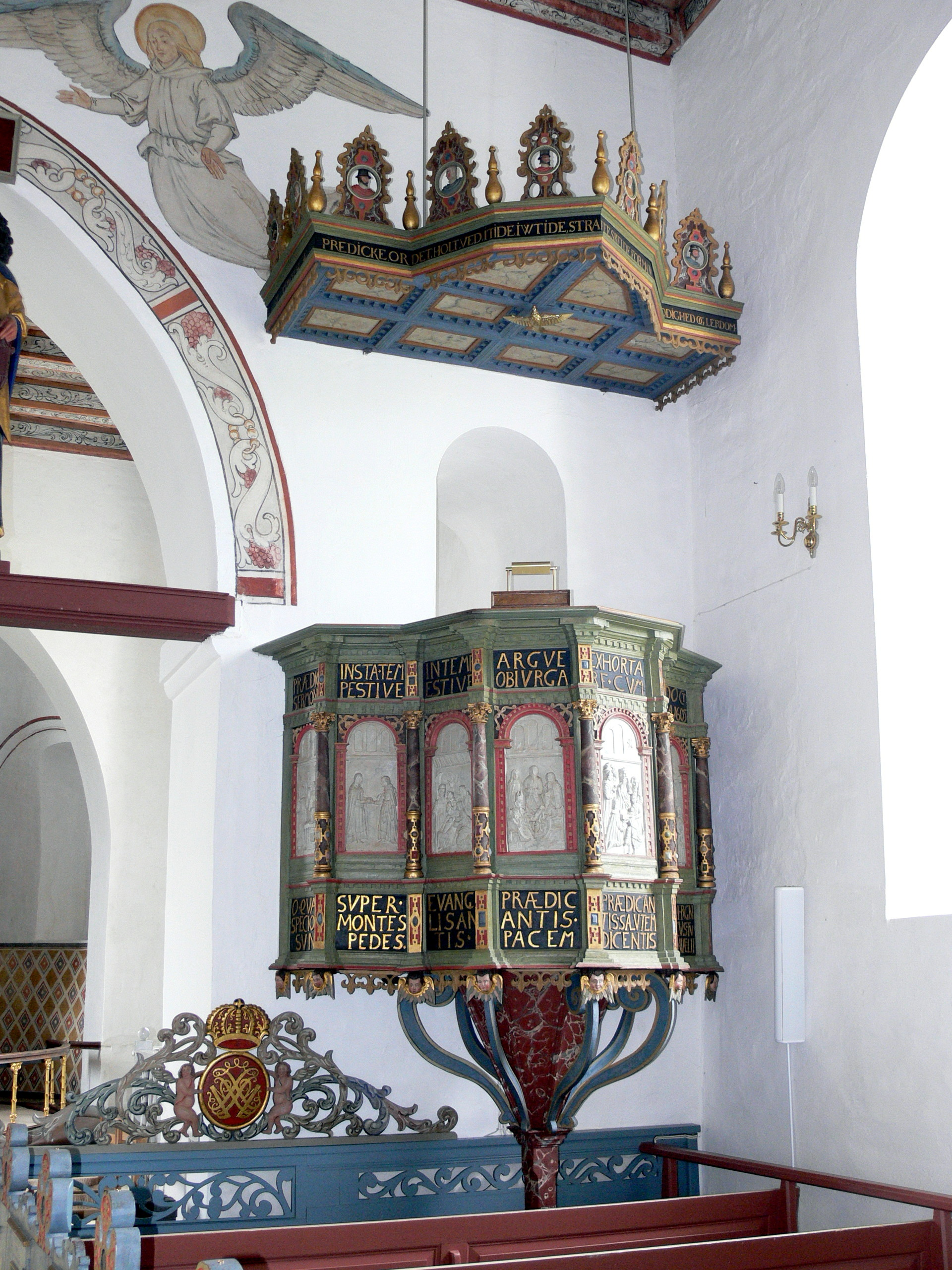
Preekstoel

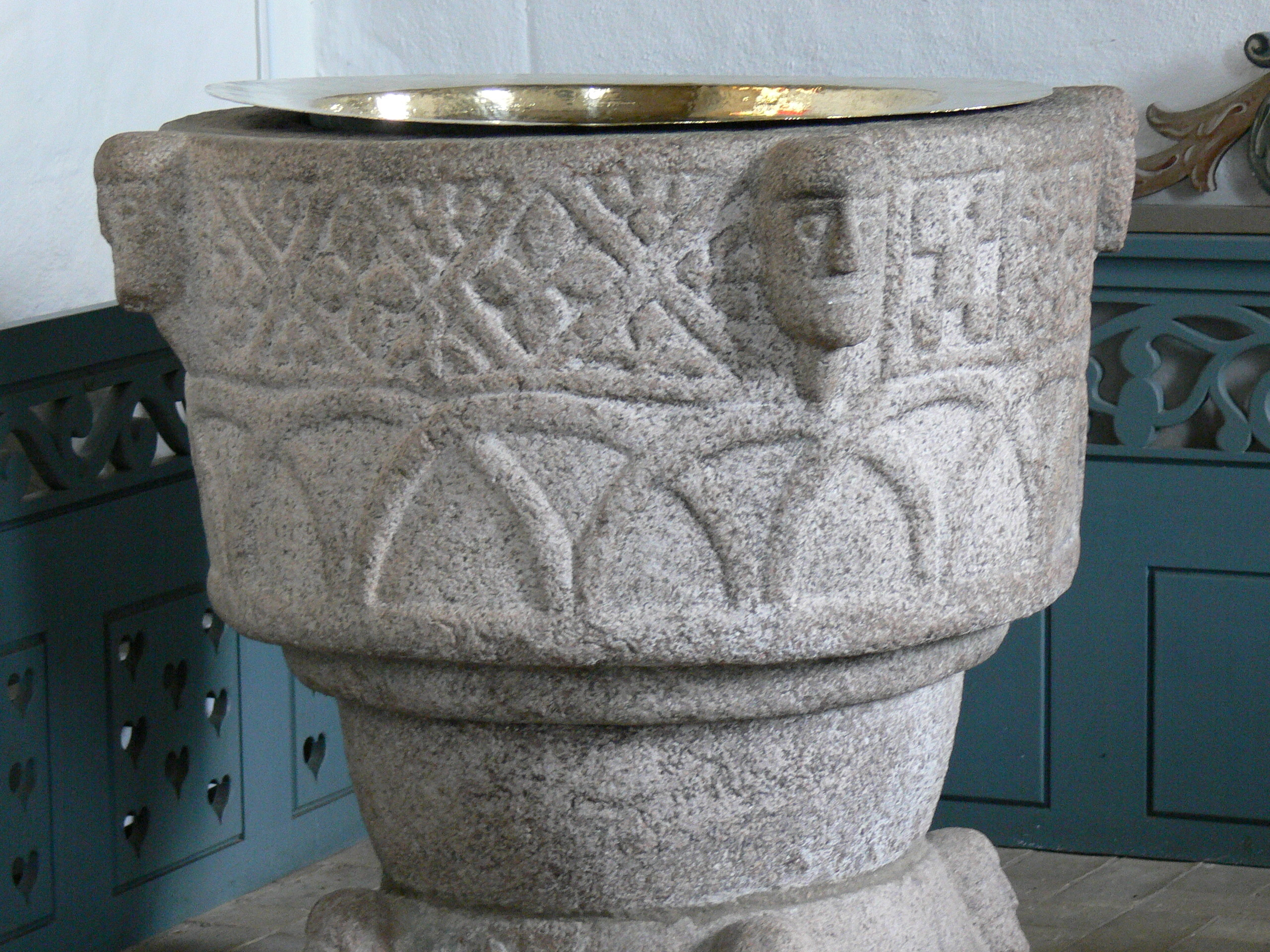
Romaans doopvont

De grote kerk bestaat uit een romaanse apsis, een koor en schip en een laatgotische toren. De oudste delen zijn de apsis en het koor, die rond 1200 werd gebouwd van tufsteen. De apsis is versierd met een rondboogfries en lisenen, die de apsis in vijf verschillende velden verdelen, waarvan zich in drie velden gesloten rondboogramen met smalle zuiltjes als omranding bevinden. Ook aan het koor en het kerkschip bleven veel architectonische details bewaard. De zuidelijke muur van het kerkschip verloor echter bij een nieuwe bekleding in 1855 de oorspronkelijke details, die waarschijnlijk overeenkwamen met die van de noordelijke muur van het kerkschip.
Het huidige kerkgebouw is het resultaat van een ingrijpende restauratie respectievelijk reconstructie uit de jaren 1854-1857. Oorspronkelijk werd het koor geflankeerd door een noordelijk middeleeuws portaal en vanaf 1733 ook een zuidelijk portaal. Beide portalen werden evenwel gesloopt tijdens deze restauratie.
De laatgotische toren met een voor het westelijke deel van Sleeswijk kenmerkende spits van het zogenaamde Tørninglen-type werd gebouwd in baksteen en stamt uit circa 1500. De hoge vierkante toren wordt afgesloten met een vierzijdige spits met driehoekige puntgevels, waarop een windwijzer met het jaartal 1631 is geplaatst. Het toegangsportaal met de zandstenen rondboog en zuilen stamt uit 1854. De toren werd herhaaldelijk vernieuwd en bezit muurankers uit 1810 en 1816. In de toren hangen drie klokken, waaronder een gotische klok uit circa 1350.
De dakconstructie is nog oorspronkelijk en heeft een loden bedekking. Op het koor bevindt zich een dakruiter van 1651 met oude balken, die oorspronkelijk de romaanse dakruiter droegen. Het lagere zeshoekige deel van de dakruiter was ooit een lantaarn, maar werd in 1739 gesloten. De windwijzer is van 1846 en verving destijds de oudere windwijzer uit 1651.

## Interieur
De grote muurschilderingen domineren het interieur en werden in de periode 1900-1907 door August Wilckens gerestaureerd respectievelijk vernieuwd. De twee engelen boven de koorboog werden net als de decoraties van het koor en de apsis in 1907 toegevoegd. De oudste fresco's zijn een mix van katholieke en protestantse onderwerpen. Te zien zijn een fresco van de heilige Christoffel met het kind Jezus, Christus in de wijnpers en Sint-Joris en de draak. Daarnaast is er een groot fries met voorstellingen uit de lijdensgeschiedenis van Jezus. Boven dit fries bevinden zich twee grote fresco's uit de tijd van de reformatie met een duidelijk anti-katholiek onderwerp. Te zien is (naar een gravure van Sebald Beham) hoe de paus te paard met zijn entourage het Hemels Jeruzalem binnen probeert te gaan. Het tweede fresco beeldt Christus uit, die voor de poort van het Hemels Jeruzalem de paus de toegang ontzegt.
Tussen het kerkschip en het koor bevindt zich een grote koorboog met een kruisigingsgroep uit circa 1500.
Het renaissance altaarstuk is uit 1631 en staat op een gemetseld altaar uit 1855. Tegenwoordig heeft het altaarstuk weer de oorspronkelijke schilderijen, die de communie, de doop, de kruisiging en de opstanding voorstellen. Aan het huidige altaarstuk gingen oudere altaarstukken vooraf. Van het oudste uit 1275 bleef een Mariabeeld bewaard, dat tegenwoordig in het Nationaal Museum staat. Van een ander altaarstuk uit circa 1400 bleef een bisschopsbeeld bewaard. De twaalf beelden van de apostelen aan de orgelgalerij stammen van een derde, laatgotisch altaarstuk uit 1500.   
In het koor staat een gotische monstranskluis uit circa 1300. De spits die oorspronkelijk op de kluis stond is tegenwoordig verdwenen. De huidige voet is een kopie van het origineel dat zich tegenwoordig in het Nationaal Museum bevindt.
Het granieten doopvont is romaans en versierd met friezen en vijf mannelijke hoofden. Op de hoeken van de vierkante voet van het doopvont bevinden zich eveneens hoofden. Het deksel is van 1651 en werd gerestaureerd in 1857.
De preekstoel en het klankbord vertegenwoordigen de renaissance en dateren van 1605.
De kerkbanken stammen uit 1855, terwijl de wangen en deuren uit 1730 dateren. In de kerk stonden vroeger ook meerdere herenbanken, maar deze werden in de jaren 1855-1857 verwijderd. Eén ervan bleef echter bewaard en staat achter het altaar.
Het glas-in-loodraam met het motief "Laat de kinderen tot Mij komen" van Johan Thomas Skovgaard uit 1927 werd ter nagedachtenis van de molenaar Lydik Jacobsen, een ondernemend persoon uit de omgeving van Brøns, op initiatief van diens vrouw Nicoline vervaardigd.
Het orgel dateert uit 1699, maar werd herhaald vernieuwd, voor het laatst in 1936-1937.

## Afbeeldingen fresco's

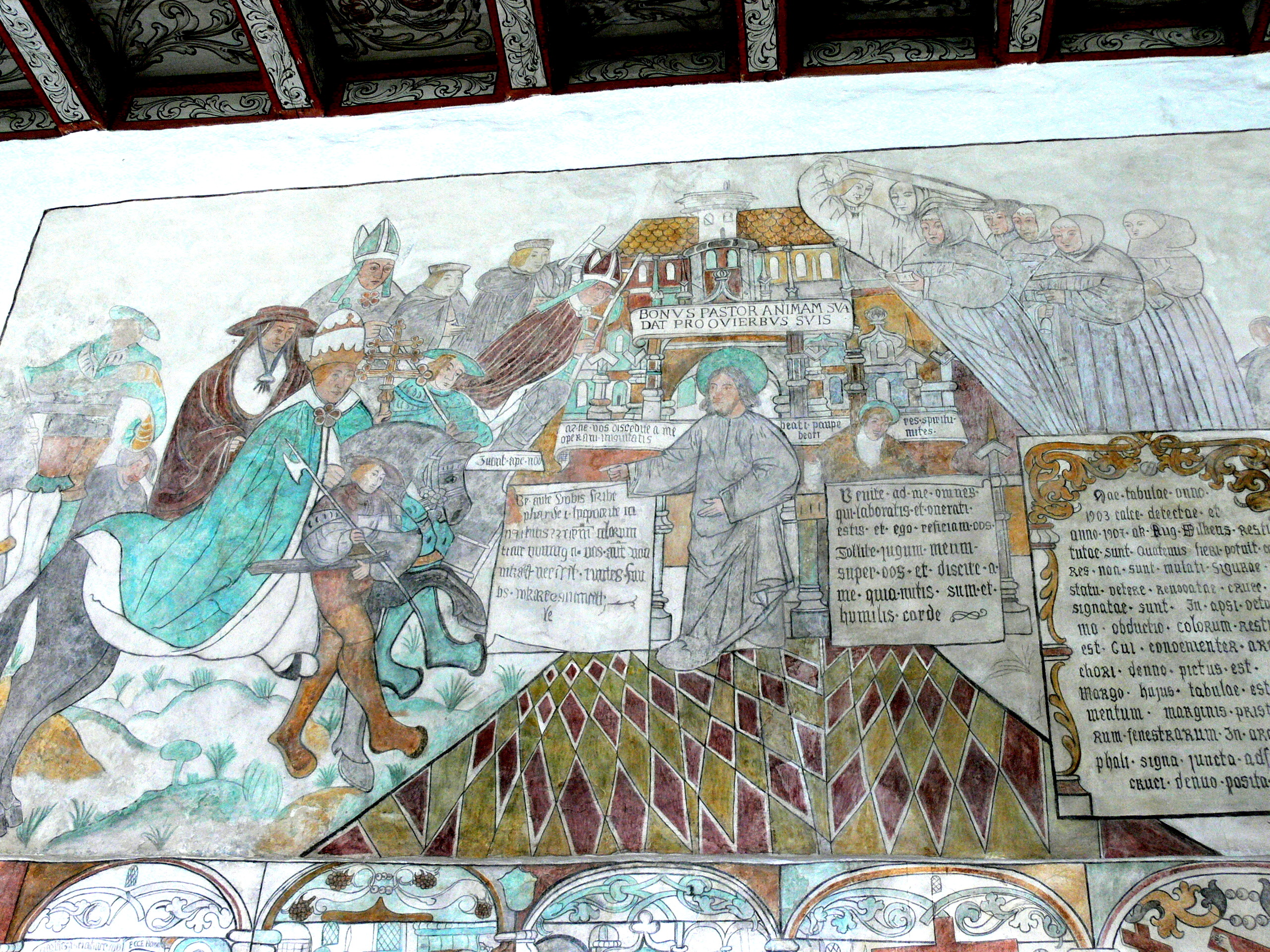
Christus weer de paus uit het Hemels Jeruzalem
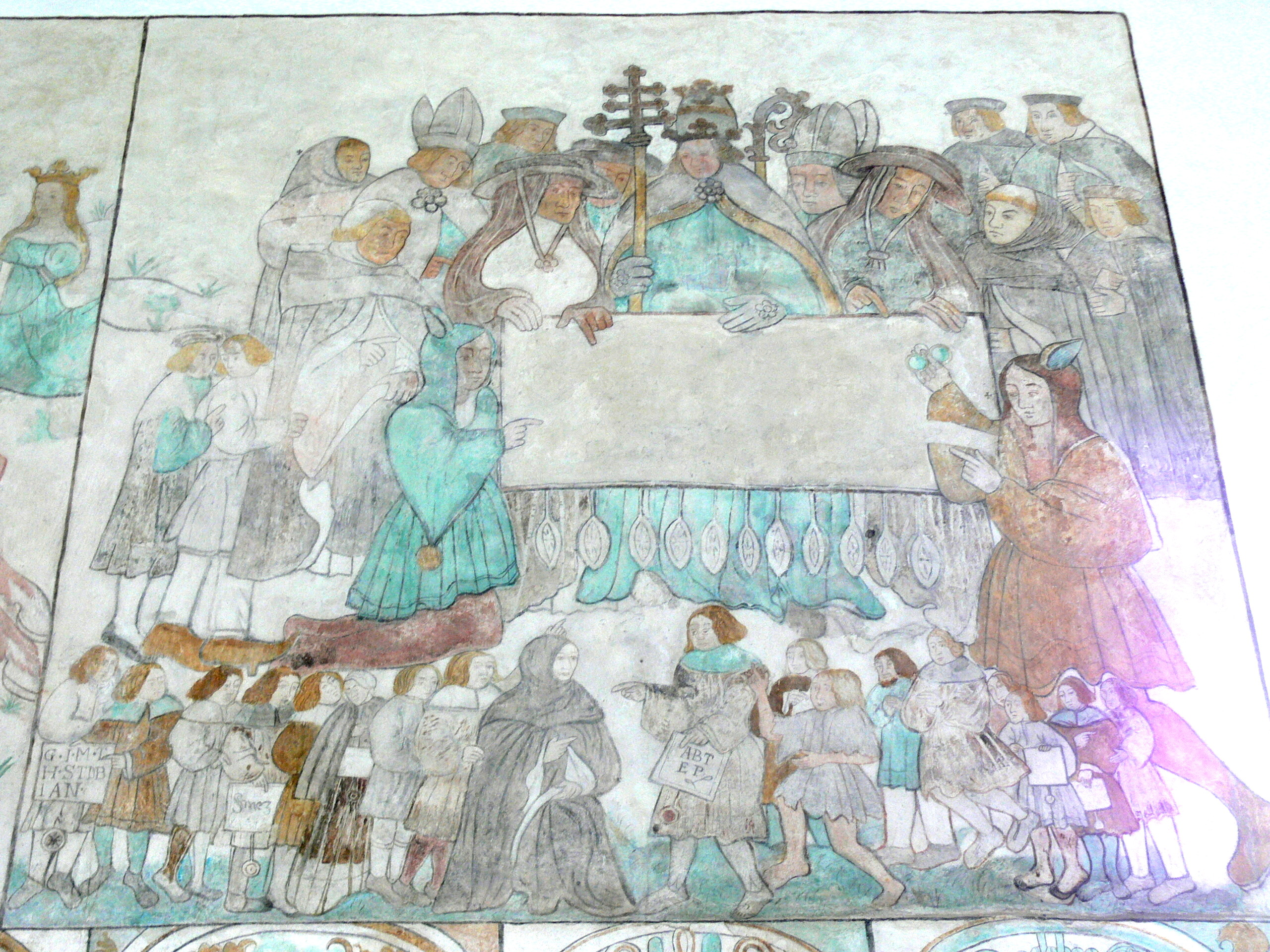
Muurfresco van de lege bul
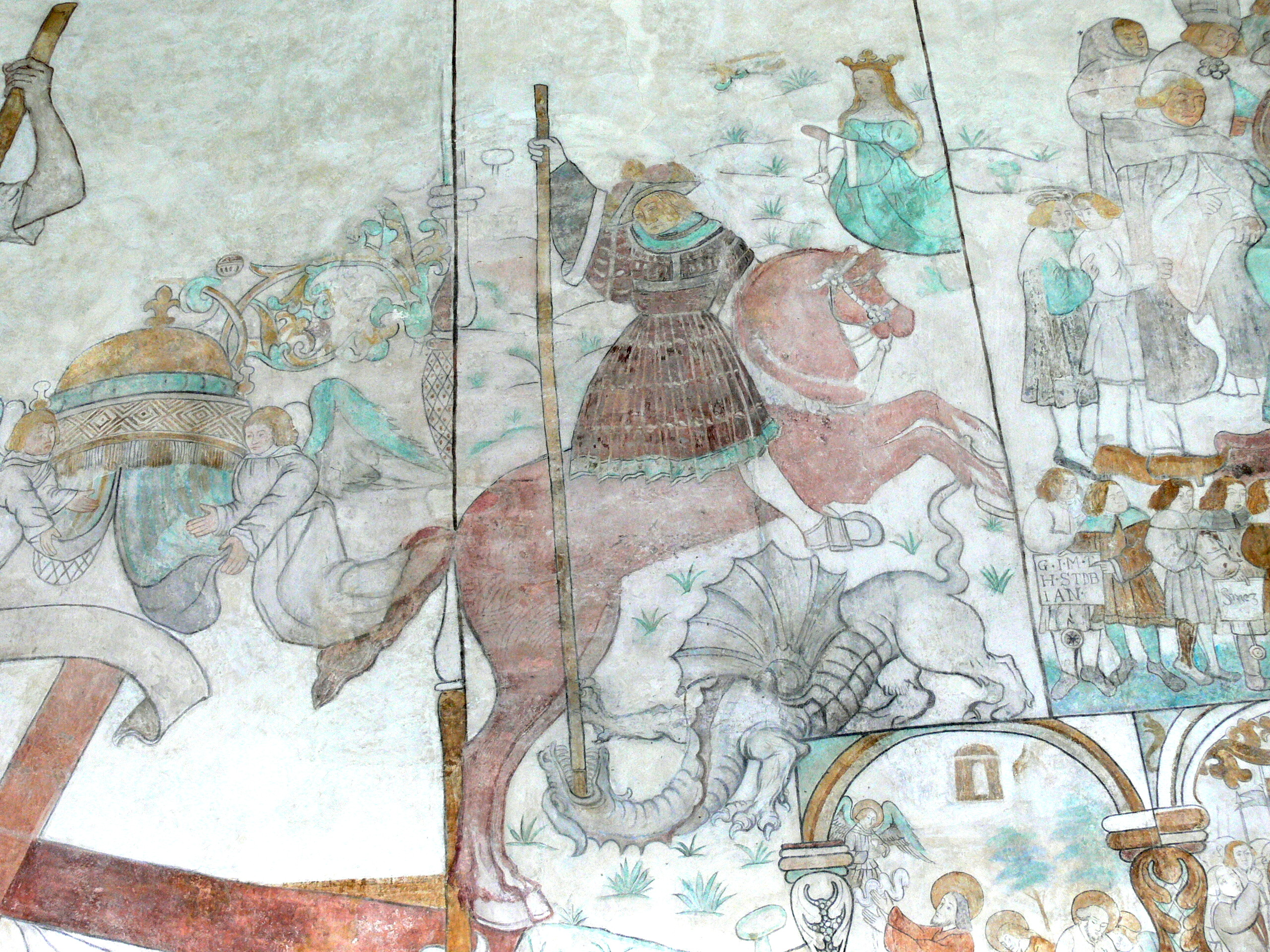
Sint-Joris en de draak
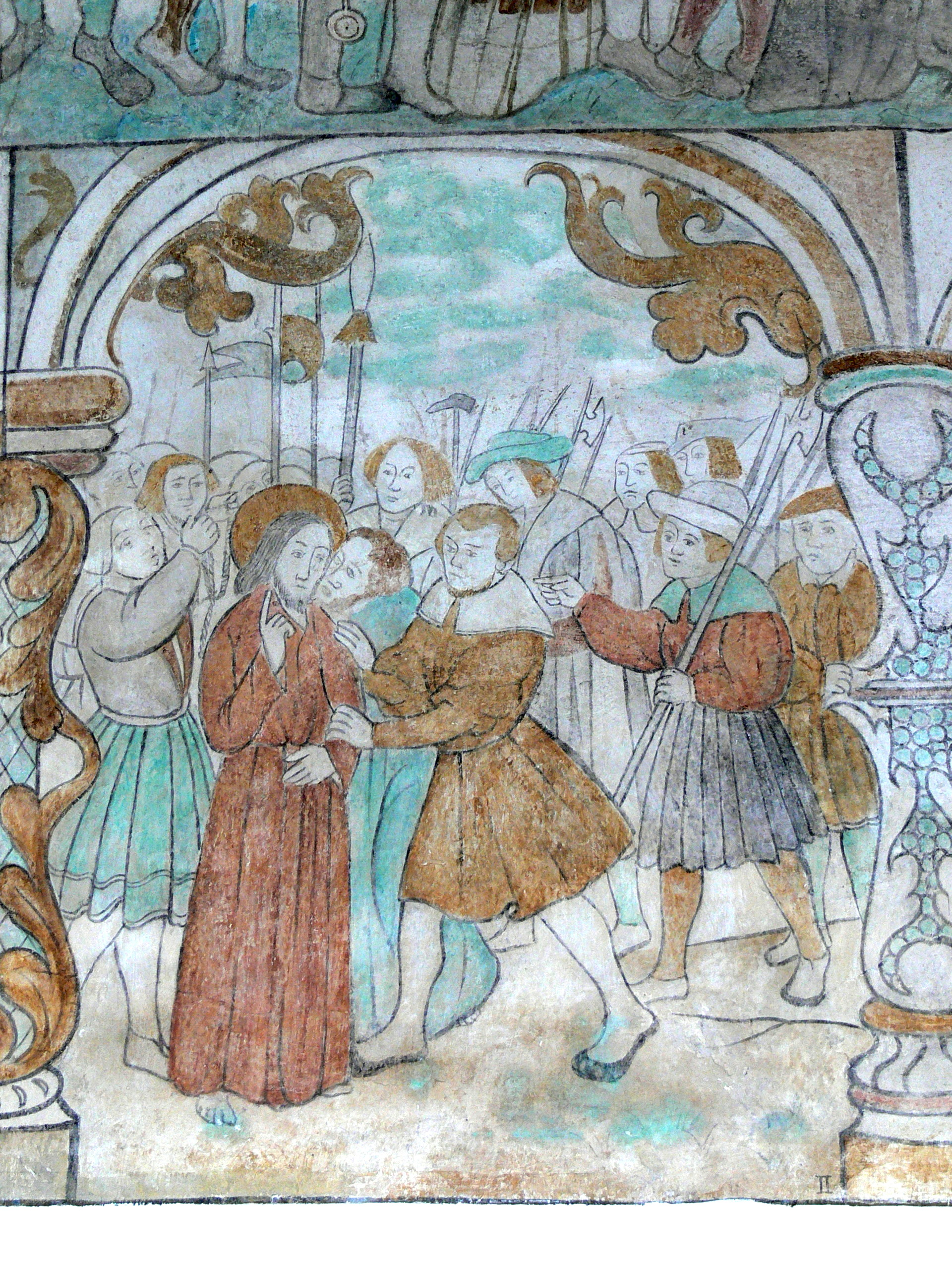
Passiefries: de Judaskus
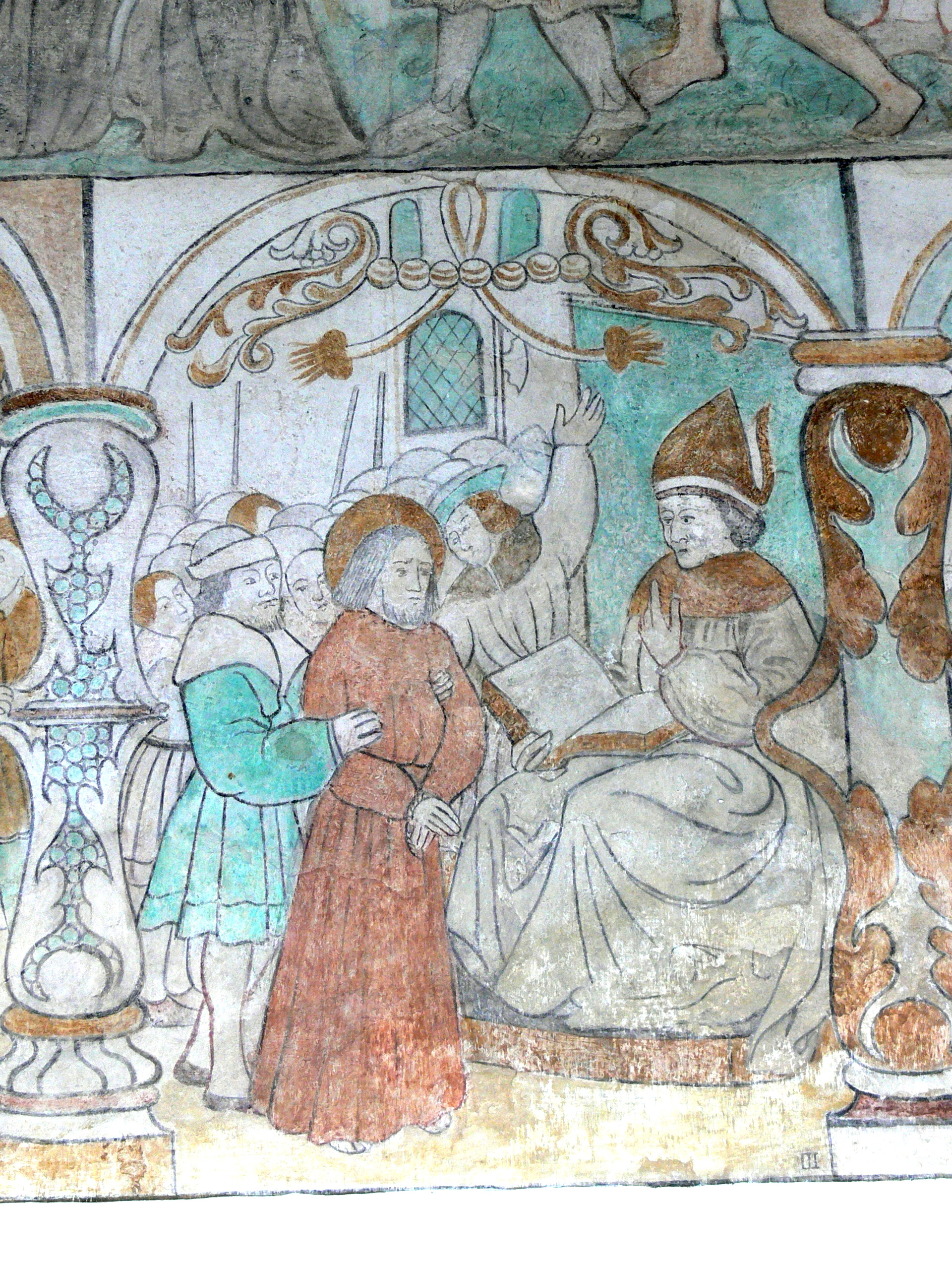
Christus voor de hogepriester Annas